# Windows 2000
Windows 2000 är ett operativsystem från Microsoft som främst är anpassat för företagsanvändare, avancerade användare och serverdatorer. Det lanserades den 17 februari år 2000 och följdes av Windows XP i slutet av 2001 och Windows Server 2003 år 2003.

## Historia
Windows 2000 är efterträdaren till Windows NT 4.0 och har versionsnummer NT 5.0. Den släpptes även med arbetsnamnet NT 5.0.  Windows 2000 Service Pack 1 och Windows 2000 64-bitars gick under arbetsnamnen "Asteroid" respektive "Janus". Under utvecklingen fanns en variant av Windows 2000 för DEC Alpha-processorer tillgänglig men den övergavs efter andra betaversionen. (Windows NT 4.0 var den sista versionen att stödja flera olika arkitekturer, till dess att Windows XP införde stöd för x86-64). Den slutgiltiga versionen av Windows 2000 lanserades den 17 februari år 2000 för allmänheten.
Windows 2000 ersattes av Windows XP år 2001 men fortsatte även efter lanseringen av servermotsvarigheten Windows Server 2003 att vara mycket populärt såväl bland hemanvändare som företag. 
Microsoft gav därför support för operativsystemet och släppte regelbundna uppdateringar fram till den 13 juli 2010, då all support och uppdatering upphörde. Trots detta finns det ett stort antal företag som fortfarande använder sig av operativsystemet i stor utsträckning, på grund av de stora kostnader och arbetet det medför att migrera till Windows XP eller Windows 7.
Den sista versionen av Internet Explorer som stöds under Windows 2000 är Internet Explorer 6 SP1. Internet Explorer 7 och senare släpptes aldrig för Windows 2000 då nödvändiga säkerhetsteknologier saknades.

## Versioner
Windows 2000 släpptes i fyra olika versioner:
| Utgåva                         | Beskrivning |
| ------------------------------ | --- |
| Windows 2000 Professional      | Version avsedd för arbetsstationer. Riktade sig även till användare med höga krav, som inte nöjde sig med Windows 98. Stöder upp till 4 GB RAM och 2 processorer. |
| Windows 2000 Server            | Version för småföretag och andra mindre serveranvändare. Stöder 4 GB RAM och 4 processorer.                                                                       |
| Windows 2000 Advanced Server   | Version för större servermiljöer. Stöder 8 GB RAM och 8 processorer.                                                                                              |
| Windows 2000 Datacenter Server | Version för företag med riktigt stora serverfarmar och liknande. Såldes endast via OEM och kunde inte köpas i butik. Stöder 64 GB RAM och 32 processorer.         |

## Neptune
Under sent 1990-tal fram till år 2000 arbetade Microsoft på en version av Windows 2000 avsedd för hemanvändare, Windows Neptune.
Man hann dock aldrig släppa en färdig produkt, utan Neptune-teamet gick samman med teamet som arbetade på Odyssey - företagsversionen av Windows 2000 efterföljare - och skapade det som drygt ett år senare blev Windows XP.
En beta-version av Windows Neptune, 5111, släpptes till utvecklare och andra intresserade och denna har numera kommit ut på en rad olika fildelningshemsidor för nedladdning. 

## Arkitektur

Windows 2000 är ett flexibelt och skalbart system som består av två huvudsakliga nivåer: ett användarläge och ett kernelläge. Användarläget är den nivå som användarens program körs i. Sådana program har bara tillgång till vissa systemresurser, till skillnad från kernelläget som ger obegränsad tillgång till systemminnet samt externa enheter.